# Marea despărțire
„Marea despărțire”  („The Big Goodbye” ) este al 12-lea episod din primul sezon al serialul științifico-fantastic „Star Trek: Generația următoare”. Scenariul este scris de Tracy Torme; regizor este  Joseph L. Scanlan. A avut premiera la 11 ianuarie 1988. Episodul a primit premiul Peabody pentru excelență în televiziune.

## Prezentare
O defecțiune a computerului îi ține prizonieri pe Picard, Data și Beverly într-un program holografic cu Dixon Hill, având ca fundal Pământul în prima jumătate a secolului 20.